# Sharat Chandra Chatterji
Sharat Chandra Chatterji (în limba bengaleză: শরৎচন্দ্র চট্টোপাধ্যায় Shôrotchôndro Chôțțopaddhae, cunoscut și ca Sarat Chandra Chattopadhyay sau Sharat Chandra Chatterjee) (n. 15 septembrie 1876 - d. 16 ianuarie 1938) a fost un scriitor indian de limbă bengaleză.
În romanele sale, cu caracter social, critică mica burghezie bengaleză.

## Opera
- 1917: Omul fără caracter ("Caritrahin");
- 1919: Casa mistuită de flăcări ("Grihadaha");
- 1917 - 1933: Srikanta ("Srikanta");
- 1920: Fata brahmanilor ("Bamuner meje");
- 1924: Prețul femeii ("Narir mulja");
- 1926: Drumul ți se impune ("Pather dabi").